# Victimologie
Victimologie (slachtofferwetenschap) is de wetenschappelijke studie van slachtoffers en slachtofferschap. Het is een relatief jonge tak binnen de mens- en maatschappijwetenschappen. De doelstelling van de victimologie is wetenschappelijke kennis te vergaren over slachtoffers van misdaad, machtsmisbruik, rampen zoals natuur- en milieurampen, maar ook verkeersongelukken.
Victimologen proberen de onderliggende oorzaken van gebeurtenissen te identificeren en verklaren, of te zoeken naar verklaring voor waarom een bepaald persoon slachtoffer wordt en anderen niet. Hoe met slachtoffers om te gaan na het feit, onder andere in de vorm van psycho-sociale bijstand, en de juridische consequenties zijn belangrijke invalshoeken.
Victimologie is een interdisciplinair onderzoeksgebied. Bijdragen aan de wetenschappelijke kennis worden geleverd door juristen, psychologen, sociologen, psychiaters, criminologen, politicologen en economen. De victimologie is ook vooral internationaal van aard. Er bestaat een internationale gemeenschap (the World Society of Victimology) en het heeft een eigen 'peer reviewed' tijdschrift (Victimology).
Het Institut Belge de Victimologie (IVB) is gevestigd in de Auguste Lambiottestraat/Rue Auguste Lambiotte, Schaarbeek.